# Фонтанеле (Белуно)
Фонтанеле (итал. Fontanelle) је насеље у Италији у округу Белуно, региону Венето.
Према процени из 2011. у насељу је живело 25 становника. Насеље се налази на надморској висини од 849 м.